# Herzog von Aosta

Wappen des Herzogs von Aosta zur Zeit der Monarchie

Herzog von Aosta, italienisch Duca d’Aosta, war ein savoyisch-sardinischer Titel und ist die Familienbezeichnung einer bis heute lebenden Nebenlinie des sardinischen und später italienischen Königshauses.

## Geschichte
Seit dem frühen 10. Jahrhundert bestand im Alpental der Dora Baltea die Grafschaft Aosta als Verwaltungsteil von Reichsitalien. Im späten 10. Jahrhundert gelangte sie unter den Einfluss des burgundischen Königs Konrad III. Kaiser Konrad II. übergab die Herrschaft über das Aostatal 1033 aus dem Erbe des burgundischen Königs Rudolf III. dem Grafen Humbert von Maurienne, dem Begründer des Hauses Savoyen. Als Humberts Sohn Graf Otto von Savoyen im Jahr 1045 (oder 1046) die Markgräfin von Turin Adelheid von Susa heiratete und dadurch große Teile des Piemonts erwarb, war dadurch auch das Aostatal definitiv als Region des savoyischen Herrschaftsgebiets gesichert. 
Im Jahr 1302 hoben die Savoyer die eigenständige Grafschaft Aosta auf. Bis ins 15. Jahrhundert benutzten die Bischöfe von Aosta gelegentlich den Titel Graf von Aosta ohne klare Rechtsgrundlage. Gemäß der savoyischen Überlieferung soll Kaiser Friedrich II. im 13. Jahrhundert die Erhebung der Grafschaft Aosta zu einem Herzogtum, das ein Bestandteil des savoyischen Herrschaftsgebiets blieb, genehmigt haben.
Im 18. Jahrhundert wurde der Titel Herzog von Aosta mehrmals vergeben, fast immer an den zweitältesten Sohn des Herzogs von Savoyen (ab 1720 auch König von Sardinien) nach dessen Geburt. In einem Fall wurde er an den ersten Sohn des Prinzen von Piemont (Erbprinz), des späteren Königs Karl Emanuel III., verliehen. Diese Herzöge von Aosta starben entweder kinderlos oder wurden selbst König, so dass sich der Titel nie vererbte.
Die letzte Verleihung des Titels war die Karl Alberts an seinen Enkel Amadeus Ferdinand Maria (1845–1890), 1871 bis 1873 König von Spanien, der den Titel Herzog von Aosta an seine Nachkommen vererbte und damit den bis heute existierenden Familienzweig Savoia-Aosta begründete. Ein Nachkomme der Linie ist der italienische Unternehmer Amadeus von Savoyen-Aosta (1943–2021), der auch den Titel Herzog von Savoyen beanspruchte.

## Liste der Herzöge von Aosta
- Karl Emanuel, 1701–1715, Sohn von Viktor Amadeus II., nach dem Tod seines älteren Bruders 1715 Kronprinz mit dem Titel Prinz von Piemont, 1730 König von Sardinien.
- Viktor Amadeus, 1723–1725, Sohn des Vorgängers, starb im Kindesalter
- Emanuel Philibert, 1731–1735, Bruder des Vorgängers, starb im Kindesalter
- Karl Franz, 1738–1745, Bruder des Vorgängers, starb im Kindesalter
- Viktor Emanuel, 1749–1802, Sohn von Viktor Amadeus III., nach dem Rücktritt seines Bruders 1802 König von Sardinien
- Amadeus, 1. Herzog von Aosta, 1845–1890, Sohn von Viktor Emanuel, 1870–1873 auch König von Spanien
- Emanuel Philibert, 2. Herzog von Aosta, 1890–1931, Sohn des Vorgängers
- Amedeo, 3. Herzog von Aosta, 1931–1942, Sohn des Vorgängers
- Aimone, 4. Herzog von Aosta und Herzog von Spoleto, 1942–1948